# 베탕
베탕(프랑스어: Bettant)은 프랑스 동부 오베르뉴론알프 앵주에 있는 코뮌이다. 베탕에 사는 주민들을 가리켜 '베타니에' (Bettaniers) 혹은 '베타니에르' (Bettanières)라고 칭한다..

## 지리
뷔제 지역에 속한 코뮌으로서 앙베리외앙뷔제 캉통을 이룬다. 알바린 강이 흐르는 평원에 자리해 있으며 동쪽의 베탕오트 (Bettant-Haut)와 서쪽의 베탕바 (Bettant-Bas) 지역으로 나뉜다. 코뮌의 북동 경계선은 알바린 강을 거의 그대로 따라간다. 코뮌 남쪽 지역은 콜베르주 산의 북쪽 면에 그대로 접한다.
그밖에, GR59 길이 코뮌 주변을 지나간다.

## 인구
| 연도 | 인구 | ±%    |
| ---- | ---- | ----- |
| 2006 | 707  | —     |
| 2007 | 711  | +0.6% |
| 2008 | 714  | +0.4% |
| 2009 | 727  | +1.8% |
| 2010 | 724  | −0.4% |
| 2011 | 731  | +1.0% |
| 2012 | 739  | +1.1% |
| 2013 | 746  | +0.9% |
| 2014 | 749  | +0.4% |
| 2015 | 753  | +0.5% |
| 2016 | 750  | −0.4% |

## 역사
14세기경부터 문헌상에 처음 등장하였으며, 1835년에는 이 일대에 지금의 코뮌이 설치되었다.
19세기에는 마을 교회가 하나 세워졌는데, 지난 2006년에는 교회 종탑과 석조 부분을, 2007년에는 신도실 지붕을 보수했다.

## 같이 보기
- 앵 주의 코뮌 목록